# 拉美路·富尼斯·摩利
拉美路·何塞·富尼斯·摩利（1991年3月5日—），是阿根廷的職業足球運動員，司職後衛，現效力於墨西哥足球超級聯賽球會藍十字。他有一位同樣也是職業球員的兄弟叫罗赫里奧·富内斯·莫里，司職前锋，現效力蒙特里。

## 榮譽
河床
- 阿根廷足球甲級聯賽: 2014決賽
- 南美球會盃: 2014
- 南美優勝者杯: 2015
- 南美自由盃: 2015

 比利亞雷阿爾
- 欧足联欧洲联赛冠軍：2020–21賽季[4]

## 外部連結
- Profile at BDFA （页面存档备份，存于）
- Soccerway資料庫：拉美路·富尼斯·摩利
- 拉美路·富尼斯·摩利在 National-Football-Teams.com 上的出场纪录